# Castillo de Miravete

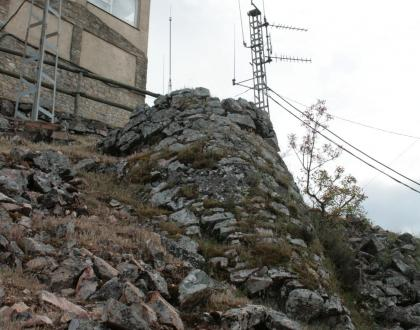
Castillo de Casas de Miravete

El castillo de Miravete era una fortaleza situada al término municipal español de Casas de Miravete, provincia de Cáceres, Extremadura.
Construido en el siglo XII, actualmente solo conserva algunos vestigios. En el siglo XVI perteneció a la rama placenitina de la casa de Zúñiga. En el siglo XIX, con motivo de la guerra de la Independencia el castillo fue reforzado por los franceses y junto el fuerte Colbert y el fuerte de Senarmont formó parte del sistema defensivo del puerto de Miravete.